# Eric Coy
Eric Eaton Coy (ur. 16 maja 1914 w Nottingham, zm. 28 października 1985 w Winnipeg) – kanadyjski lekkoatleta, specjalista rzutu dyskiem i pchnięcia kulą.
Zwyciężył w rzucie dyskiem (wyprzedzając Davida Younga ze Szkocji i swego kolegę z reprezentacji Kanady George’a Sutherlanda) a także zdobył srebrny medal w pchnięciu kulą (ulegając Louisowi Fouchě ze Związku Południowej Afryki, a wyprzedzając Francisa Drewa z Australii) na igrzyskach Imperium Brytyjskiego w 1938 w Sydney. Wystąpił w tych konkurencjach na igrzyskach olimpijskich w 1948 w Londynie, ale w obu odpadł w kwalifikacjach. Zajął 9. miejsce w pchnięciu kulą na igrzyskach Imperium Brytyjskiego i Wspólnoty Brytyjskiej w 1954 w Vancouver.
Był mistrzem Kanady w pchnięciu kulą w 1938, 1940, 1948 i 1949. W rzucie dyskiem był mistrzem w 1938 i 1948 oraz wicemistrzem w 1940 i 1949. Zwyciężał w rzucie oszczepem w 1935 i 1938 oraz zdobył srebrny w tej konkurencji w 1940, a w rzucie młotem zdobył srebrny medal w 1938.   
Trzykrotnie poprawiał rekord Kanady w rzucie dyskiem, doprowadzając go do wyniku 44,90 m, uzyskanego 7 lutego 1938 1938 w Sydney. Dwukrotnie poprawiał rekord swego kraju w pchnięciu kulą do rezultatu 15,02 m, osiągniętego 24 czerwca 1948 w Winnipeg.
W 1963 został wybrany do Canadian Track and Field Hall of Fame i Canadian Olympic Hall of Fame, w 1971 do Canada’s Sports Hall of Fame, a w 1980 do Manitoba Sports Hall of Fame.